# Karow (bij Genthin)
Karow is een plaats en voormalige gemeente in de Duitse deelstaat Saksen-Anhalt, en maakt deel uit van de Landkreis Jerichower Land.
Karow telt 477 inwoners.